# Дженніфер Гейл (акторка)
Дженніфер Гейл (англ. Jennifer Hale) — американська акторка озвучування канадського походження. Найбільш відома своєю роботою у відеоігрових франшизах Baldur's Gate, Mass Effect, Metal Gear Solid, BioShock Infinite, Metroid Prime, Overwatch і Star Wars: Knights of the Old Republic. У 2013 році Книга рекордів Гіннеса назвала її «Найуспішнішою акторкою озвучування відеоігор».
Гейл озвучила персонажів в анімаційних фільмах Суперкрихітки, Таємна команда нашого двору, Абсолютні шпигунки, Зоряні війни: Війни клонів, Аватар: Останній маг повітря та його продовженні, Легенда про Корру. Вона також є голосом Попелюшки та принцеси Аврори (ака «Спляча Красуня») у франшизі Диснеївських Принцес 2000-х і 2010-х років.
За роль командера Шепард Гейл була номінована на Spike Video Game Awards 2010 за «Найкращу жіночу роль». Вона також була номінована як «Виконавиця головної ролі» на British Academy Games Awards у 2022 році за виконання ролі Рівет у Ratchet & Clank: Rift Apart.

## Молодість
Гейл народилася в Хеппі-Веллі-Гус-Бей. Її мати була, як вона сама її називала, «мандрівним магістром», а її вітчим — мікробіологом. Пізніше, у своєму інтерв'ю Тому Бісселлу з The New Yorker, Гейл розповіла, що її біологічний батько, Джеймс Лернінг, був відомим старійшиною общини НунатуКавуміут і екологічним активістом. У 2017 році Гейл звернулася до спільноти за підтримкою у звільненні з під варти її хворого на пізню стадію раку батька, після його ув'язнення під час акції еко-активістів на Водоспаді Мускат. У Гейл також є зведена сестра по батьківській лінії, Каррен Дуджела, яка працює в Університеті Вікторії. Дженніфер переїхала до США в дитинстві та виросла в Алабамі, переважно в Бірмінгемі та Монтгомері.
Коли Гейл була підлітком, вона отримала роботу на місцевій радіостанції, де їй платили $35 за позакадрову озвучку. У 1982 році вона закінчила Школу образотворчих мистецтв Алабами, де навчалася на театральному факультеті та хотіла займатися рок-музикою. Під час навчання в старшій школі вона почала озвучувати реклами, а також працювала продакшн-асистентом у віці 17 років. Вона відвідувала Коледж Південного Бірмінгему, де зрозуміла, що її більше цікавить акторська гра в кіно, ніж в театрі. Закінчивши навчання зі ступенем бакалавра у бізнесі, Гейл почала працювати акторкою озвучування.

## Кар'єра

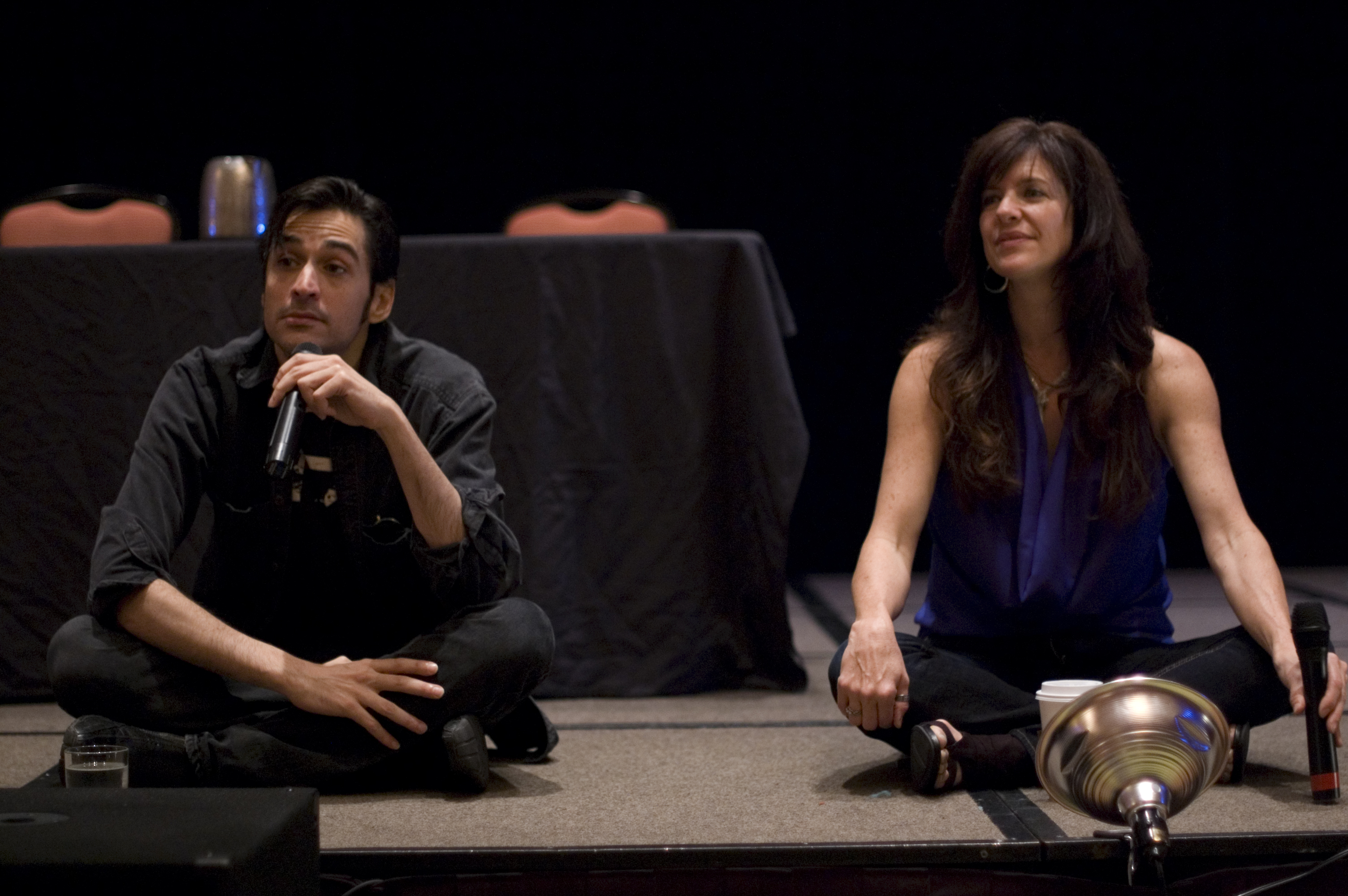
Гейл з актором озвучування чоловічої версії Командера Шепард Марком Міром на Comic-Con 2011

Проривом в акторській діяльності Гейл стала її роль в фільмі A Father's Homecoming, який став фільмом тижня на каналі NBC. Її також вибрали з 6-тисячної групи юних акторок у загальнонаціональному конкурсі для участі у кількох епізодах телесеріалу Санта-Барбара. Зрештою Гейл переїхала до Лос-Анджелеса, де знімалась в епізодичних ролях, типових для молодих актрис, у серіалах Район Мелроуз, Швидка допомога і Усі жінки — відьми. Її першою великою роллю стало озвучування головної героїні Айві в анімаційному фільмі Де знаходиться Кармен Сандієго?, заснованому на однойменній серії відеоігор. Шоу охоплювало кілька сезонів і виходило в ефір у 1994—1999 роках. Наступним анімаційним проєктом Гейл став Воїни-скелети, де за її словами «було десять учасників, [двоє] з яких були дівчатами, і ми щотижня підривали щось і комічно калічили один одного в кожній серії».
Розробка відеоігри по Кармен Сандієго дала Гейл можливість зробити своє перше озвучування для відеогри, що сама вона описує, як «заплутаний досвід», оскільки робота над відеогрою вимагала набагато більше рядків діалогів і часу, ніж телешоу. Її наступною великою відеогрою була серія Baldur's Gate від BioWare, де вона озвучила цілий ряд ролей. Згодом Гейл стала частим учасником акторського складу у багатьох проєктах студії-розробника, включаючи головну роль у їх трилогії Mass Effect. Акторка також була залучена в багатьох інших мультфільмах. У 1994 році вона отримала роль Чорної Кішки у фільмі Людина-павук, першому з довгого списку озвучених нею персонажів Marvel. Вона грала Попелюшку та принцесу Аврору в різних проєктах Disney, а також озвучувала Дорі з У пошуках Немо сумісно з Еллен Дедженерес.
Гейл озвучила головну героїню Сем та її суперницю Менді в мультсеріалі Абсолютні шпигунки. В інтерв'ю 2004 року вона сказала: «Я така щаслива, що Девід (автор і продюсер серіалу), Джеймі (режисер озвучування) та всі інші дали мені можливість бути частиною цього шоу, яке стало одним з моїх улюблених». Вона описує Сем як «розумну та авантюрну, але тепер ви бачите більше її дівочої сторони», а Менді як «повну соплю, що теж весело». Вона озвучила цих двох персонажок як у шести сезонах шоу, так і у повнометражному фільмі.
Гейл озвучила Бастілу Шан у Star Wars: Knights of the Old Republic і з'явилася у камео в сиквелі Star Wars: Knights of the Old Republic II – The Sith Lords. Пізніше вона озвучила жіночу версію Джейден Корр в Star Wars: Jedi Knight: Jedi Academy. У масштабній MMOPRG Star Wars: The Old Republic від BioWare Гейл озвучила персонажа гравця (якщо грати за республіканського солдата), а також неігрового персонажа, майстра-джедая Сатель Шан. Гейл озвучувала кількох персонажок в культовій рольовій відеогрі Planescape: Torment, є голосом Самус Аран у всіх трьох іграх трилогії Metroid Prime та зіграла кілька ролей у серії Metal Gear Solid (Наомі Гантер у Metal Gear Solid і Metal Gear Solid 4: Guns of the Patriots, і Емму Еммеріх у Metal Gear Solid 2: Sons of Liberty). Вона озвучила Керол Денверс у фільмі Месники: Могутні герої Землі, Лію в Diablo III і Розалінду Лютес в BioShock Infinite. Гейл також зіграла роль Крема в Dragon Age: Inquisition та Кроніки, фінального боса Mortal Kombat 11.
Гейл було обрано для озвучення жіночої версії командера Шепард, протагоніста культової трилогії Mass Effect. Вона сказала, що дуже зацікавлена у роботі над відеоіграми, хоча сама не є геймеркою. Хоча маркетингові звіти показали, що лише 18% гравців оригінальної Mass Effect грали за жіночу версію Шепард, вже у Mass Effect 2, фандомна підтримка її персонажа значно збільшилася, персонажці навіть дали неформальний псевдонім «ФемШеп». Під час розробки Mass Effect 3 ігрова спільнота організувала петицію, щоб розробники зобразили саме її персонажа на обкладинці Mass Effect 3. Вона була номінована в номінації «Найкраща жіноча роль» на Spike Video Game Awards 2010, у 2012 році вона була знову номінована на ту ж номінацію, але вже за Mass Effect 3.
У 2021 році Гейл розширила свою діяльність за межі озвучування, заснувавши два нові бізнеси — Skills Hub і The Haven. Skills Hub — це навчальна програма для початківців у сфері озвучування. У ній беруть участь 89 наставників, серед яких досвідчені актори озвучування та кастинг-директори. Програма допомагає майбутнім акторам опанувати необхідні навички та зорієнтуватися в індустрії голосового акторства. The Haven була групою самодопомоги під керівництвом Гейл, що працювала через Patreon. Учасники мали змогу брати участь у щомісячних Zoom-зустрічах і отримувати поради безпосередньо від Гейл. У червні 2024 року діяльність групи була призупинена на невизначений термін через інші зобов'язання, які ускладнили планування.
У лютому 2023 року Гейл озвучила Рійо Чучі, члена Імперського сенату з Пантора, у фільмі Зоряні війни: Бракована партія.

## Особисте життя
Гейл живе в Лос-Анджелесі зі своїм сином. У неї є кілька домашніх тварин і вона любить прогулянки на свіжому повітрі, заявляючи, що могла б стати архітекторкою, тому що любить перелаштовувати будинки. У своєму інтерв'ю Тому Бісселлу для The New Yorker у 2011 році, вона сказала, що в дитинстві їй не дозволяли дивитися мультфільми та грати у відеоігри, у тому ж інтерв'ю вона вперше зіграла в Mass Effect. Гейл любить коней і належить до місцевої евакуаційної групи реагування, яка рятує коней від лісових пожеж.

## Фільмографія

### Відеоігри
| Рік     | Назва                                                      | Роль                                        |
| ------- | ---------------------------------------------------------- | ------------------------------------------- |
| 1994    | Quest for Glory: Shadows of Darkness                       | Катріна                                     |
| 1997    | G-Nome                                                     | Голос комп'ютера                            |
| 1997    | Star Wars: X-Wing vs. TIE Fighter                          | Другорядні персонажі                        |
| 1998    | Die by the Sword                                           | Майя                                        |
| 1998    | Metal Gear Solid                                           | Наомі Гантер                                |
| 1998    | Baldur's Gate                                              | Динахір                                     |
| 1999    | Math Blaster                                               | G.C.                                        |
| 1999    | Reading Blaster                                            | G.C.                                        |
| 1999    | Gabriel Knight 3: Blood of the Sacred, Blood of the Damned | Медлін Бутан                                |
| 1999    | Revenant                                                   | Андрія, Гаровен, городянка                  |
| 1999    | Planescape: Torment                                        | Грішне падіння, Дейонарра                   |
| 2000    | Alundra 2: A New Legend Begins                             | Рубі, Наомі, Расті                          |
| 2000    | Star Wars: Force Commander                                 | Другорядні персонажі                        |
| 2000    | Ground Control                                             | Сара Паркер                                 |
| 2000    | Spider-Man                                                 | Чорна Кішка, Мері Джейн                     |
| 2000    | Baldur's Gate II: Shadows of Amn                           | Маззі Фентан                                |
| 2000    | Orphen: Scion of Sorcery                                   | Клео, Кваріс.                               |
| 2000    | Sacrifice                                                  | Персефона                                   |
| 2000    | Grandia II                                                 | Елена, Паелья                               |
| 2000    | Ground Control: Dark Conspiracy                            | Сара Паркер                                 |
| 2001    | Baldur's Gate II: Throne of Bhaal                          | Маззі Фентан                                |
| 2001    | The Mummy Returns                                          | Анк-Су-Намун                                |
| 2001    | The Powerpuff Girls: Chemical X-Traction                   | Принцеса Морбакс, Седуса                    |
| 2001    | Spider-Man 2: Enter Electro                                | Роуґ, Доктор Воттс, Комп'ютер 2             |
| 2001    | Metal Gear Solid 2: Sons of Liberty                        | Емма Еммерік                                |
| 2001    | Baldur's Gate: Dark Alliance                               | Леді Аліт Елендара                          |
| 2002    | The Powerpuff Girls: Relish Rampage                        | Міс Кін, Принцеса, Седуса, інші             |
| 2002    | EOE: Eve of Extinction                                     | Еліель Евергранд                            |
| 2002    | Eternal Darkness                                           | Александра Ройвас                           |
| 2002    | The Lord of the Rings: The Fellowship of the Ring          | Ґаладріель                                  |
| 2002    | X-Men: Next Dimension                                      | Роуґ                                        |
| 2002    | Metroid Prime                                              | Самус Аран                                  |
| 2002    | Star Trek: Starfleet Command III                           | Офіцер                                      |
| 2003    | Freelancer                                                 | Командир Джунко Зейн («Джуні»)              |
| 2003    | X2: Wolverine's Revenge                                    | Керол Хайнс                                 |
| 2003    | Finding Nemo                                               | Дорі                                        |
| 2003    | RTX Red Rock                                               | Психіатриня                                 |
| 2003    | Arc the Lad: Twilight of the Spirits                       | Дельма                                      |
| 2003    | Star Wars: Knights of the Old Republic                     | Бастіла Шан                                 |
| 2003    | Lionheart: Legacy of the Crusader                          |                                             |
| 2003    | P.N.03                                                     | Ванесса З. Шнайдер                          |
| 2003    | Star Wars Jedi Knight: Jedi Academy                        | Джейден Корр (жінка)                        |
| 2003    | Tak and the Power of Juju                                  | Флора                                       |
| 2003    | The Hobbit                                                 | Ліана                                       |
| 2004    | Maximo vs. Army of Zin                                     | Елізабет, Біла Леді                         |
| 2004    | Wrath Unleashed                                            | Геламіс                                     |
| 2004    | Scooby-Doo! Mystery Mayhem                                 | Додаткові голоси                            |
| 2004    | Metal Gear Solid: The Twin Snakes                          | Наомі Хантер                                |
| 2004    | Samurai Jack: The Shadow of Aku                            | Дитина, Ящірка, Селянин, Раб                |
| 2004    | Onimusha 3: Demon Siege                                    | Мішель Обер                                 |
| 2004    | La Pucelle: Tactics                                        | Пріер                                       |
| 2004    | Syphon Filter: The Omega Strain                            | Меггі, Мара Арамов                          |
| 2004    | Ground Control II: Operation Exodus                        | Майор Сара Паркер                           |
| 2004    | Tales of Symphonia                                         | Шина Фуджібаяші                             |
| 2004    | Catwoman                                                   | Пейшенс Філліпс/Жінка-кішка                 |
| 2004    | Galleon                                                    | Фейт                                        |
| 2004    | Shellshock: Nam '67                                        | Медсестра                                   |
| 2004    | The Bard's Tale                                            | Додаткові голоси                            |
| 2004    | Tak 2: The Staff of Dreams                                 | Флора                                       |
| 2004    | EverQuest II                                               |                                             |
| 2004    | Metroid Prime 2: Echoes                                    | Самус Аран                                  |
| 2004    | Star Wars: Knights of the Old Republic II – The Sith Lords | Бастіла Шан                                 |
| 2005    | Mercenaries: Playground of Destruction                     | Дженніфер Муй                               |
| 2005    | Shadow of Rome                                             | Додаткові голоси                            |
| 2005    | Xenosaga Episode II: Jenseits von Gut und Böse             | Нігредо (дитина), Оператор, U.M.N. Персонал |
| 2005    | Doom 3: Resurrection of Evil                               | Доктор Елізабет МакНіл                      |
| 2005    | Ape Escape: On the Loose                                   | Касі                                        |
| 2005    | Samurai Western                                            | Енн Баррет                                  |
| 2005    | Killer7                                                    | Лінда Вермільйон                            |
| 2005    | X-Men Legends II: Rise of Apocalypse                       | Багряна Відьма, Степфордські Зозулі         |
| 2005    | Ultimate Spider-Man                                        | Срібний Соболь                              |
| 2005    | Tak: The Great Juju Challenge                              | Флора                                       |
| 2005    | Darkwatch                                                  | Кессіді Шарп                                |
| 2005    | The Matrix: Path of Neo                                    | Трініті                                     |
| 2005    | SOCOM U.S. Navy SEALs: Fireteam Bravo                      | HQ                                          |
| 2005    | SOCOM 3 U.S. Navy SEALs                                    | HQ                                          |
| 2005    | Kingdom of Paradise                                        | Сюй Юй, Ґінріцу                             |
| 2005    | Neopets: The Darkest Faerie                                |                                             |
| 2006    | Syphon Filter: Dark Mirror                                 | Меггі, Мара Арамов                          |
| 2006    | The Da Vinci Code                                          | Софі Нево                                   |
| 2006    | Bratz: Forever Diamondz                                    | Фібі, Сірна, продавчиня в магазині          |
| 2006    | Desperate Housewives: The Game                             | Диктор                                      |
| 2006    | Justice League Heroes                                      | Чорна Канарка                               |
| 2006    | SOCOM U.S. Navy SEALs: Fireteam Bravo 2                    | HQ                                          |
| 2006    | SOCOM U.S. Navy SEALs: Combined Assault                    | HQ                                          |
| 2006    | Spider-Man: Battle for New York                            | Срібний Соболь                              |
| 2007    | Metroid Prime 3: Corruption                                | Самус Аран                                  |
| 2007    | Spider-Man: Friend or Foe                                  | Срібний Соболь                              |
| 2007    | Syphon Filter: Logan's Shadow                              | Меггі Паверс                                |
| 2007    | Cars Mater-National Championship                           | Емма                                        |
| 2007    | Mass Effect                                                | Командер Шепард (жінка)                     |
| 2008    | Metal Gear Solid 4: Guns of the Patriots                   | Наомі Хантер                                |
| 2008    | WALL-E                                                     | —                                           |
| 2008    | Mercenaries 2: World in Flames                             | Дженніфер Муй                               |
| 2008    | SOCOM: Confrontation                                       | Диктор                                      |
| 2008    | Rise of the Argonauts                                      | Альцеме                                     |
| 2009    | FusionFall                                                 | Принцеса Морбакс                            |
| 2009    | Star Wars: The Clone Wars – Republic Heroes                | Айла Секура                                 |
| 2009    | Brütal Legend                                              | Офелія                                      |
| 2010    | Mass Effect 2                                              | Командер Шепард (жінка)                     |
| 2010    | No More Heroes 2: Desperate Struggle                       | Кіммі Говел, Еліс                           |
| 2010    | Clash of the Titans                                        | Андромеда, стигійські відьми – Пемфредо     |
| 2010    | Kingdom Hearts Birth by Sleep                              | Попелюшка, Спляча Красуня                   |
| 2010    | Spider-Man: Shattered Dimensions                           | Срібний Соболь                              |
| 2010    | The Lord of the Rings: Aragorn's Quest                     | Арвен                                       |
| 2010    | God of War: Ghost of Sparta                                | Дочка смерті, Молода мати, інші персонажі   |
| 2011    | Marvel vs. Capcom 3: Fate of Two Worlds                    | Фенікс                                      |
| 2011    | Bulletstorm                                                | Трішка Новак                                |
| 2011    | Knights Contract                                           |                                             |
| 2011    | Lego Star Wars III: The Clone Wars                         | Айла Секура                                 |
| 2011    | SOCOM 4 U.S. Navy SEALs                                    | HQ                                          |
| 2011    | Gears of War 3                                             | Фарадей, Азура, другорядні ролі             |
| 2011    | Uncharted 3: Drake's Deception                             | Закадровий голос в мультиплеєрі             |
| 2011    | The Lord of the Rings: War in the North                    | Ідунна Белфловер                            |
| 2011    | Kinect: Disneyland Adventures                              | Попелюшка                                   |
| 2011    | Ultimate Marvel vs. Capcom 3                               | Фенікс                                      |
| 2011    | Star Wars: The Old Republic                                | Жінка-десантник, Джедай-майстер Сателе Шан  |
| 2012    | Mass Effect 3                                              | Командер Шепард (жінка)                     |
| 2012    | Kinect Star Wars                                           | Мавра Зейн                                  |
| 2012    | Diablo III                                                 | Лія                                         |
| 2012    | Infex                                                      | Денні                                       |
| 2012    | Guild Wars 2                                               | Сільварі (жінка), королева Дженна           |
| 2012    | Halo 4                                                     | Сара Палмер                                 |
| 2012    | Call of Duty: Black Ops II                                 | Льотчик «Андерсон», диспетчер               |
| 2012    | PlayStation All-Stars Battle Royale                        | Наріко                                      |
| 2013    | God of War: Ascension                                      | Алекто, Рабиня, Лізандра                    |
| 2013    | BioShock Infinite                                          | Розалінда Лютес                             |
| 2013    | Fuse                                                       | Ная                                         |
| 2013    | The Last of Us                                             | Голос за кадром                             |
| 2013    | Knack                                                      | Катріна, президент                          |
| 2013–15 | République                                                 | Мірей Придо (Наставник)                     |
| 2014    | Broken Age                                                 | Мати                                        |
| 2014    | The Elder Scrolls Online                                   | Ліріс Тайтанборн                            |
| 2014    | Lichdom: Battlemage                                        | Дракон (протагоніст-жінка)                  |
| 2014    | Dragon Age: Inquisition                                    | Крем                                        |
| 2015    | Code Name: S.T.E.A.M.                                      | Катерін                                     |
| 2015    | Mortal Kombat X                                            | Таня                                        |
| 2015    | Halo 5: Guardians                                          | Сара Палмер                                 |
| 2016    | Masquerada: Songs and Shadows                              | Лучія Шурія                                 |
| 2016    | The Long Dark                                              | Астрід Грінвуд                              |
| 2016    | World of Final Fantasy                                     | Пеллінор, Луссе Фарна                       |
| 2017    | For Honor                                                  | Наглядач (жінка)                            |
| 2017    | Horizon Zero Dawn                                          | Копілай, Лавук                              |
| 2018    | Marvel Powers United VR                                    | F.R.I.D.A.Y., Моніка Раппачіні              |
| 2018    | Overwatch                                                  | Елізабет Каледонія Еш                       |
| 2018    | Lego DC Super-Villains                                     | Іній, Зоряний Сапфір, Затана                |
| 2019    | Mortal Kombat 11                                           | Кроніка                                     |
| 2019    | Marvel Ultimate Alliance 3: The Black Order                | Фенікс                                      |
| 2020    | Marvel's Avengers                                          | Марія Гілл                                  |
| 2021    | Ratchet & Clank: Rift Apart                                | Рівет                                       |
| 2021    | No More Heroes III                                         | Кіммі Говел                                 |
| 2022    | Bayonetta 3                                                | Байонетта, Роза                             |
| 2022    | Marvel's Midnight Suns                                     | Ліліт                                       |
| 2023    | Bayonetta Origins: Cereza and the Lost Demon               | Роза                                        |
| 2023    | Synapse                                                    | Клара Соренсен                              |
| 2023    | Mortal Kombat 1                                            | Кроніка                                     |